# Roman de gare
Roman de gare ist ein französischer Kriminalfilm von Claude Lelouch aus dem Jahr 2007 mit Dominique Pinon und Fanny Ardant in den Hauptrollen.

## Handlung
Die Krimiautorin Judith Ralitzer, die erst kürzlich einen Bestseller veröffentlicht hat, wird auf der Pariser Polizeizentrale von Beamten verhört. Sie steht im Verdacht, mit einem Serienkiller in Verbindung zu stehen, der ihr als Ghostwriter beim Schreiben hilft. Er ist unter dem Spitznamen „der Magier“ bekannt, da er die Angewohnheit hat, seinen Opfern Zaubertricks vorzuführen.
Ein Mann fährt auf der Autobahn und hört im Radio, dass „der Magier“ aus einem Hochsicherheitsgefängnis entflohen ist. An einer Raststätte macht er Halt und beobachtet, wie eine junge Frau von ihrem Verlobten verlassen wird, der nach einem Streit mit ihrem Auto und ihrem Geld davonfährt. Der Mann bietet ihr an, sie mitzunehmen. Unterwegs stellt sie sich ihm als Friseuse namens Huguette vor. Ihr Idol Judith Ralitzer habe sie erst kürzlich getroffen. Der Mann sagt ihr, er habe alle Bücher von Ralitzer geschrieben. Später jedoch gesteht er Huguette, dass er sich mit damit einen Scherz erlaubt habe. Er stellt sich ihr als Professor vor, der vor drei Tagen sein altes Leben samt Frau und Kinder hinter sich gelassen hat und nun gen Süden reist.
Huguette ist unterwegs zum Bauernhof ihrer Familie nahe der französischen Alpen. Sie überredet ihren neuen Wegbegleiter, vor ihren Verwandten ihren zukünftigen Ehemann zu spielen. Auf dem Landgut angekommen, versteht sich Huguettes angeblicher Verlobter auf Anhieb mit ihrer Familie und besonders mit ihrer Tochter, der er kleine Zaubertricks vorführt. Doch schon am nächsten Tag muss er sich verabschieden und fährt weiter nach Südfrankreich. Als Huguettes eigentlicher Verlobter auftaucht, jagt ihn Huguette wütend davon. Ihre Familie weiß nun, dass sie gelogen hat.
Unterdessen wird „der Magier“ von der Polizei festgenommen, als er Teenagern in einem Café Kartentricks vorführt. Der Mann, den Huguette kennengelernt hat, trifft schließlich im Hafen von Cannes ein, wo ihn Judith auf ihrer Yacht bereits erwartet. Er heißt Pierre Laclos und arbeitet als Sekretär seit sieben Jahren für die Autorin. Er liefert nicht nur neue Ideen für ihre Romane, sondern schreibt sie auch für sie. Sein neuester Entwurf erzählt Huguettes Geschichte und handelt zudem von einem Professor, einem Serienkiller und einem Schriftsteller. Judith ist sofort begeistert. Pierre will jedoch nicht länger ein Ghostwriter sein. Er will den Roman unter seinem eigenen Namen veröffentlichen. Judith ist damit alles andere als einverstanden und droht ihm, ihn umzubringen. Auf hoher See Richtung Elba arbeitet Pierre weiter an seinem Roman, während Judith ihn zu überreden versucht, weiter für sie zu schreiben. Nach einer gemeinsamen Liebesnacht ist Pierre am nächsten Morgen verschwunden. Er war offenbar betrunken von Bord gefallen und im Meer ertrunken.
Über das Fernsehen erfährt auch Huguette von dem Unglück. Als sie Judiths neuestes Buch liest und sich selbst darin wiedererkennt, ist sie sich sicher, dass die Autorin Pierre ermordet hat, um den offensichtlich von Pierre geschriebenen Roman unter ihrem Namen zu veröffentlichen. Bei einer Fernsehsendung, in der Judiths Buch vom Moderator in den höchsten Tönen gelobt wird, sitzt Huguette im Publikum. Sie steht auf und beschuldigt Judith vor laufender Kamera, den Roman von Pierre gestohlen zu haben. Judith wird daraufhin in Paris von einem Kommissar verhört. Dieser hat vor kurzem eine Beziehung mit Pierres Schwester angefangen, die von ihrem Mann, einem Professor, verlassen wurde. Der Kommissar beschuldigt Judith, sowohl Pierre als auch ihren früheren Ehemann umgebracht zu haben. Judith beteuert ihre Unschuld. Pierres Tod sei ein tragischer Unfall gewesen. Was ihren Mann betrifft, so habe er sich einst selbst das Leben genommen. Doch der Kommissar glaubt ihr nicht. Als ihr Anwalt eintrifft, taucht auch der totgeglaubte Pierre in der Polizeizentrale auf. Er hatte seinen Tod inszeniert, weil er sich sicher war, das Judith ihn tatsächlich ermorden würde, sobald er den Roman zu Ende geschrieben hätte. Zudem war er der Überzeugung, dass sich der Roman mit seinem unbekannten Namen nie so gut verkauft hätte wie mit Judiths. Diese ist zwar nicht länger eine Mordverdächtige, sieht aber dennoch ihren Ruf in Gefahr. Im Treppenhaus des Polizeipräsidiums stürzt sie sich in den Tod. Im Fernsehen wird sie anschließend als tragische Figur wie Ernest Hemingway beschrieben. Pierre trifft sich daraufhin mit Huguette an der Raststätte, wo sie sich kennengelernt haben. Sie küssen sich und fahren gemeinsam davon.

## Hintergrund
Der Titel des Films Roman de gare (dt.: „Bahnhofsroman“, im übertragenen Sinne auch „Groschenheft“) bezieht sich auf einen Roman, der im Film von Fanny Ardants Figur Judith Ralitzer veröffentlicht wird und literarisch im starken Kontrast zu ihrem zweiten Buch Dieu est un autre steht, das eigentlich von ihrem Sekretär Pierre, gespielt von Dominique Pinon, geschrieben wurde. Für den Film übernahm Claude Lelouch nicht nur die Regie, er schrieb auch das Drehbuch und finanzierte das Projekt selbst. Die Dreharbeiten begannen am 12. September 2006 und fanden in Paris, Beaune, Cannes und im französischen Département Haute-Savoie statt. Das Budget betrug 4,21 Millionen Euro.
Roman de gare wurde am 24. Mai 2007 bei den 60. Internationalen Filmfestspielen von Cannes uraufgeführt. Am 27. Juni 2007 kam der Film in die französischen Kinos, wo ihn mehr als 340.000 Zuschauer sahen.

## Kritiken
V. A. Vusetto von der New York Post zufolge sei Claude Lelouchs Film „das filmische Pendant“ zum titelgebenden Buch, „das man kauft, um es auf einer Zugreise zu lesen, und wegwirft, sobald man am Zielort angekommen ist“. Roman de gare sei „unterhaltsame Kost“, die man nach dem Abspann schnell vergesse, aber dennoch „sehenswert“ sei. Scott Foundas von Variety fand, dass der Film „einen unbestreitbaren Schub“ durch „die erstklassige Vorstellung“ von Dominique Pinon erhalte, „dessen unkonventionelle Erscheinung als Hauptdarsteller und dessen mit heroischem Charisma gepaarte Boshaftigkeit perfekt zu Lelouchs Überzeugung passen, dass nichts so ist, wie es scheint“. Fanny Ardant zeige wiederum „angemessenen Glamour als rätselhafte, globetrottende Autorin“.
Craig Butler vom All Movie Guide lobte die „verschachtelte, faszinierende Handlung […], die ein kleines Wunder in sich selbst darstellt“. Dominique Pinon sei in seiner Rolle „vorzüglich“; seine Darstellung habe „den perfekten Feinschliff“. Die „atemberaubende“ Fanny Ardant verführe den Zuschauer „mit ihrer schieren Kraft und ihrem Charisma“. Roman de Gare sei „fesselnd, verlockend und voller köstlicher Wendungen“ und damit „ein furchtbar unterhaltsamer Film“.

## Auszeichnungen
Bei der César-Verleihung 2008 war Audrey Dana für ihre Rolle der Huguette in der Kategorie Beste Nachwuchsdarstellerin für den César nominiert, den schließlich Hafsia Herzi für ihre Darbietung in Couscous mit Fisch erhielt. Dana war in der Kategorie Beste Nachwuchsdarstellerin auch für den Prix Lumière nominiert, der jedoch ebenfalls an Herzi ging.

## Soundtrack
- Verschiedene Künstler: Roman de gare. Capitol Po EMI 2007, eine CD mit 15 Songs von Gilbert Bécaud und Alex Jaffray.